# Säljsjön
Säljsjön är en sjö i Ockelbo kommun i Gästrikland och ingår i Hamrångeåns huvudavrinningsområde. Sjön har en area på 0,136 kvadratkilometer och ligger 75,1 meter över havet. Sjön avvattnas av vattendraget Hamrångeån.

## Delavrinningsområde
Säljsjön ingår i det delavrinningsområde (676385-155133) som SMHI kallar för Utloppet av Säljsjön. Medelhöjden är 100 meter över havet och ytan är 2,41 kvadratkilometer. Räknas de 33 avrinningsområdena uppströms in blir den ackumulerade arean 165,24 kvadratkilometer. Avrinningsområdets utflöde Hamrångeån mynnar i havet. Avrinningsområdet består mestadels av skog (85 procent). Avrinningsområdet har 0,14 kvadratkilometer vattenytor vilket ger det en sjöprocent på 5,6 procent.